# Cercle des femmes peintres
Le Cercle des femmes peintres est une association rassemblant des peintres exclusivement féminins, active à Bruxelles entre 1888 et 1893.

## Historique

### Organisation
Le Cercle des femmes peintres est fondé en 1888 à Bruxelles, sur l'exemple de l'association française Union des femmes peintres et sculpteurs (1881).
La peintre Mary Gasparoli en est la secrétaire et l'un des piliers, chargée de l'organisation des expositions annuelles. Ainsi, en 1893, on peut lire dans L'Art moderne :« Les Femmes-peintres ont en Mme Mary Gasparoli un secrétaire doué de la plus  insinuante activité, de la plus rusée diplomatie. Elle parvient, Dieu sait par quels machiavélismes ! à découvrir, à inventer en Belgique assez de femmes-peintres pour remplir, ou à peu près (ce n'est vraiment qu'une approximation) les trois salles du Musée affectées aux expositions privées. Et alors que les peintresses connues ou réputées [...] font la petite bouche, dédaignent cette “parlotte” féminine, et préfèrent mêler leurs jupes aux pantalons en des Salons mixtes où le talent seul, et non le sexe, établit une classification, le menu secrétaire trottine si allègrement d'atelier en atelier que l'exposition s'ouvre à son heure, avec un contingent honorable de toiles. »

### Membres
Les principaux membres de cette association furent Jeanne Adrighetti, Alix d'Anethan, Berthe Art, Marie De Bièvre, Marguerite Dielman, Mathilde Dupré-Lesprit, Mary Gasparoli, Marie Heijermans, Pauline Jamar, Rosa Leigh, Alice Ronner, Mariette Romiée, Henriëtte Ronner, Rosa Venneman, Marguerite Verboeckhoven et Emma Verwée.

### Expositions
Seulement quatre expositions furent organisées, en 1888, 1890, 1892 et 1893, associant femmes peintres amateures et artistes établies[réf. nécessaire].